# Лесникович, Анатолий Иванович
Анато́лий Ива́нович Леснико́вич (бел. Анатолій Іванавіч Лесніковіч; 3 апреля 1941, д. Рачковичи, Слуцкий район, Минская область — 5 февраля 2019 Минск) — советский и белорусский физикохимик, доктор химических наук (1987), профессор (1989), академик Национальной академии наук Беларуси (1996, член-корреспондент с 1994).

## Биография
В 1960 году окончил Лядненскую среднюю школу, через год поступил на химический факультет Белорусского государственного университета, который с отличием окончил в 1965 году. Уже со второго курса занимался научными исследованиями на кафедре неорганической химии под руководством академика В. В. Свиридова.
Во время учёбы был направлен в Берлинский университет имени Гумбольдта, где под руководством известного учёного, Президента Немецкой академии наук, профессора Г. Ринекера и доктора Ю. Шеве в Институте неорганического катализа этой академии выполнил дипломную работу, которая была посвящена изучению закономерностей каталитического окисления сернистого ангидрида. Дипломная работа получила высокую оценку и легла в основу кандидатской диссертации, которую А. И. Лесникович успешно защитил в 1969 году.
Вся научная, педагогическая и организационная деятельность А. И. Лесниковича неразрывно связана с университетом. С 1966 года он работал на кафедре неорганической химии сначала в должности ассистента, старшего преподавателя, а затем доцента. С 1978 года, продолжая преподавать на кафедре неорганической химии, возглавил организованную им лабораторию высокотемпературных реакций Научно-исследовательского института физико-химических проблем БГУ. В 1986 году защитил докторскую диссертацию.
С 1990 по 1996 год он являлся проректором по научной работе БГУ. Работая проректором в сложный для научной деятельности период, обеспечил стабильную работу научных подразделений университета, проявил себя хорошим организатором, много сделал в области координации научных исследований в ВУЗах республики. В 1994 году Анатолий Иванович был избран членом-корреспондентом, а в 1996 году — академиком НАН Беларуси.
С 1996 по 2000 год он занимал должность первого заместителя Председателя Высшей аттестационной комиссии Республики Беларусь, а 28 сентября 2000 года указом Президента Республики Беларусь был назначен Председателем Государственного комитета по науке и технологиям Республики Беларусь.
С 2002 до 2008 года работал заместителем Председателя Президиума НАН Беларуси. Сложную и ответственную организационную деятельность академик А. И. Лесникович совмещал с учебной и научной работой на химическом факультете и в НИИ физико-химических проблем БГУ.
В последние годы жизни он заведовал кафедрой общей химии и методики преподавания химии химического факультета БГУ. Читал курсы лекций «Теоретические основы неорганической химии» (вопросы строения вещества) — общий курс для студентов V курса и «Избранные главы общей химии» спецкурс для студентов IV курса.
Умер после продолжительной болезни 5 февраля 2019 года в Минске. Похоронен на Восточном кладбище Минска.
Место захоронения обозначено мемориальным сооружением из тёмного полированного гранита с фотомедальоном и памятной надписью.

## Научная деятельность

### Научные интересы
Научные интересы А. И. Лесниковича охватывают широкий круг актуальных задач химии твердого тела и физико-химии процессов термического разложения и горения гетерогенных конденсированных систем. Результаты исследования структурно-химических превращений гидроксида циркония и совместно осажденных гидроксидов циркония и хрома, выполненного им в рамках кандидатской диссертационной работы, внесли существенный вклад в понимание закономерностей структурно-химических превращений некристаллических гидроксидов и образующихся из них оксидных фаз.

### Первые исследования
Начиная с 1970-х годов коллективом исследователей под руководством А. И. Лесниковича изучались закономерности структурно-химических превращений при термическом разложении, окислительной деструкции и горении различных сложных гетерогенных конденсированных систем, к которым относятся также твёрдые ракетные топлива, порох и пиротехнические составы. В результате были найдены новые пути управления кинетической стабильностью конденсированных систем такого рода; выявлены принципы регулирования параметров их горения; разработаны новые компоненты горючих систем, характеризующихся одновременно значительной энергоёмкостью и высокой термостабильностью; открыто и изучено явление жидкопламенного горения — нового типа самоорганизации процесса горения; найдены соединения, способные к такому горению, а также к особой форме горения — самораспространяющемуся высокотемпературному разложению, с применением которого предложены химические генераторы кислорода, азота, хлора. С использованием математического аппарата синергетики показано, что характеристики процесса жидкопламенного горения соответствуют солитонной форме волны горения.

### Исследования оборонной тематики
Под руководством А. И. Лесниковича проводились фундаментальные и поисковые исследования по оборонной тематике, утверждавшейся постановлениями Совета Министров СССР. Результаты исследований внедрены. Фундаментальные аспекты этих исследований заложили основу для разработок последних лет: уменьшение пожароопасности синтетических полимеров, создание химических генераторов различных газов, новых материалов на основе ультрадисперсных веществ с высокими характеристиками при использовании в рентгенодиагностике, лучевой терапии, дактилоскопии, ферромагнитных жидкостей, магнитно-абразивных материалов и присадок к моторным маслам. Разработанные материалы отмечены рядом дипломов и медалей. Организован выпуск дактилоскопических порошков и их использование в системе МВД Беларуси как импортозамещающих.
В рамках особых циклов исследований, выполнявшихся в последние годы, А. И. Лесникович обосновал химическую инженерию как науку о конструировании химическими методами систем из нано- и микроразмерных элементов и разработал ряд таких систем.

### Деятельность в НАН Беларуси
В должности заместителя Председателя Президиума НАН Беларуси А. И. Лесникович отвечал за организацию и проведение исследований по государственным программам фундаментальных и прикладных исследований. Возглавлял межведомственную комиссию по доработке Концепции развития науки в Республике Беларусь до 2015 года и приоритетов научной деятельности с 2006 по 2010 год, участвовал в разработке актуальных направлений научно-технической деятельности на тот же период с М. В. Мясниковичем и С. М. Дедковым.
Являлся руководителем межведомственной комиссии по изучению содержания историко-документальных хроник городов и районов Беларуси «Память». В Правительство представлено экспертное заключение по содержанию 146 томов хроник и предложения по дальнейшему проведению работы.
Курировал подготовку новых редакций нормативных актов в области организации научной деятельности, аттестацию научных учреждений НАН Беларуси, проверку и отчётность целевого использования средств, выделяемых на научные исследования, отчётность по государственным программам научных исследований, вопросы празднования 60-летия Победы в пределах компетенции НАН Беларуси .
В качестве члена координационного совета по реализации Государственной программы экологического оздоровления озера Нарочь с 2005 по 2008 год организовывал и контролировал ход работы в учреждениях НАН Беларуси . Как председатель Межведомственного координационного совета по научному обеспечению Государственной программы Республики Беларусь по преодолению последствий катастрофы на Чернобыльской АЭС уделял много внимания оптимизации тематики научно-исследовательских разработок по данному направлению деятельности.
Будучи заместителем Председателя Национальной комиссии Республики Беларусь по делам ЮНЕСКО и Председателем Белорусского национального комитета по программе ЮНЕСКО «Человек и биосфера» А. И. Лесникович представлял Республику Беларусь в Международном координационном совете по программе ЮНЕСКО «Человек и биосфера».
Был заместителем председателя Белорусской части совместных Белорусско-Сирийской и Белорусско-Иранской комиссий по сотрудничеству в области науки и технологий, возглавлял редакционно-издательскую комиссию НАН Беларуси , Белорусское химическое общество.

### Педагогическая деятельность
Много внимания академик А. И. Лесникович уделял совершенствованию педагогического процесса и руководству научно-методической работой сотрудников возглавляемой им кафедры, разработке новых принципов повышения качества образования и подготовке специалистов высшей квалификации на основе обучающе-исследовательского подхода, в разработку которого он внёс значительный вклад. Эту работу А. И. Лесникович сочетал с активной общественной деятельностью: с 2012 по 2014 год он являлся председателем Профессорского собрания БГУ.
Под руководством Анатолия Ивановича защищены 13 кандидатских и одна докторская диссертация.

## Награды и научные звания
В 2012 году за исследования, направленные на создание новых наноматериалов и наносистем, академик был удостоен Государственной премии Республики Беларусь в области науки и техники.
За большой вклад в развитие науки и образования в Республике Беларусь академик был награждён медалью Франциска Скорины, удостоен звания «Заслуженный работник образования Республики Беларусь», имеет благодарность Президента Республики Беларусь, отмечен нагрудными знаками «Изобретатель СССР», «За отличные успехи в работе» и многими другими, юбилейными медалями, грамотами министерств образования СССР, БССР, Республики Беларусь, Национального собрания Республики Беларусь, НАН Беларуси и БГУ.

## Научные труды
Является автором свыше 450 научных работ, в том числе 2 монографий, 3 учебных пособий, более 60 изобретений.
Список 330 публикаций за период 1964—2005 годы и некоторые из этих публикаций содержатся в книге: Лесникович, А. И. 45 лет в науке: сб. ст. / А. И. Лесникович. — Мн.: Бел. наука, 2006. — 359 с.
Избранные публикации:
1. Vyazovkin S.V., Lesnikovich A.I. An Approach to the Solution of the Inverse Kinetic Problem in the Case of Complex Processes .1. Methods Employing a Series of Thermoanalytical Curves. Thermochimica Acta, 165 (2): 273—280 (1990).
2. Lesnikovich A.I., Levchik S.V. Isoparametric Kinetic Relations for Chemical-Transformations in Condensed Substances (Analytical Survey) .2. Reactions Involving the Participation of Solid Substances. Journal of Thermal Analysis, 30 (3): 677—702 (1985).
3. Lesnikovich A.I., Levchik S.V. A Method of Finding Invariant Values of Kinetic-Parameters. Journal of Thermal Analysis, 27 (1): 89-94 (1983).
4. Vyazovkin S.V., Lesnikovich A.I. Practical Application of Isoconversional Methods. Thermochimica Acta, 203: 177—185 (1992).
5. Vyazovkin S.V., Lesnikovich A.I. Error in Determining Activation-Energy Caused by the Wrong Choice of Process Model. Thermochimica Acta, 165 (1): 11-15 (1990).
6. Lesnikovich A.I., Levchik S.V. Isoparametric Kinetic Relations for Chemical-Transformations in Condensed Substances (Analytical Survey) .1. Theoretical Fundamentals. Journal of Thermal Analysis, 30 (1): 237—262 (1985).
7. Lesnikovich A.I., Levchik S.V., Guslev V.G. Thermolysis of Potassium Tetraperoxochromate(V) .2. Linear Heating. Thermochimica Acta, 77 (1-3): 357—365 (1984).
8. Vorobyova S.A., Lesnikovich A.I., Sobal N.S. Preparation of Silver Nanoparticles by Interphase Reduction. Colloids and Surfaces A — Physicochemical and Engineering Aspects, 152 (3): 375—379 (1999).
9. Vyazovkin S.V., Lesnikovich A.I., Lyutsko V.A. Thermal Decomposition of Tetrazole .2. Kinetic Analysis. Thermochimica Acta, 165 (1): 17-22 (1990).
10. Lesnikovich A.I., Ivashkevich O.A., Levchik S.V. et al. Thermal Decomposition of Aminotetrazoles. Thermochimica Acta, 388 (1-2): 233—251 (2002).
11. Lesnikovich A.I., Levchik S.V., Balabanovich A.I. et al. The Thermal Decomposition of Tetrazoles. Thermochimica Acta, 200: 427—441 (1992).
12. Vyazovkin S.V., Lesnikovich A.I. Estimation of the Pre-exponential Factor in the Isoconversional Calculation of Effective Kinetic Parameters. Thermochimica Acta, 128: 297—300 (1988).
13. Levchik S.V., Bolvanovich E.E., Lesnikovich A.I. et al. Thermal Decomposition of Tetrazole-Containing Polymers .1. Poly-5-vinyltetrazole Thermolysis. Thermochimica Acta, 168: 211—221 (1990).
14. Vyazovkin S.V., Goryachko V.I., Lesnikovich A.I. An Approach to the Solution of the Inverse Kinetic Problem in the Case of Complex Processes .3. Parallel Independent Reactions. Thermochimica Acta, 197 (1): 41-51 (1992).
15. Vyazovkin S.V., Lesnikovich A.I. On the Methods of Solving the Inverse Problem of Solid-Phase Reaction Kinetics .1. Methods Based on Discrimination. Journal of Thermal Analysis, 35 (7): 2169—2188 (1989).
16. Lesnikovich A.I., Ivashkevich O.A., Lyutsko V.A. et al. Thermal Decomposition of Tetrazole.1. Programmed Heating. Thermochimica Acta, 145: 195—202 (1989).